# José Luis Brown
José Luis Brown (født 11. november 1956 i Ranchos, Argentina, død 12. august 2019) var en argentinsk fodboldspiller, der som forsvarsspiller på Argentinas landshold var med til at vinde guld ved VM i 1986 i Mexico. I finalen mod Vesttyskland scorede han kampens første mål; hans eneste scoring for landsholdet i i alt 36 kampe. Han deltog også ved Copa América i både 1983, 1987 og 1989.
På klubplan spillede Brown primært for Estudiantes i hjemlandet, med hvem han vandt to argentinske mesterskaber. Han havde også ophold hos både Boca Juniors og Racing Club, samt franske Brest.

## Titler
Primera División de Argentina
- 1982 (Metropolitano) og 1983 (Nacional) med Estudiantes

VM
- 1986 med Argentina